# Roy Hollingsworth
Roy Hollingsworth (Roy Anselm Hollingsworth; * 28. Dezember 1933; † 14. September 2014 in Trinidad und Tobago) war ein britisch-trinidadischer Diskuswerfer und Kugelstoßer.
Bei den British Empire and Commonwealth Games 1962 wurde er für England startend Siebter im Diskuswurf und kam im Kugelstoßen auf den 14. Platz.
Bei den Olympischen Spielen 1964 in Tokio wurde er als Repräsentant des Vereinigten Königreichs im Diskuswurf Zehnter.
Für Trinidad und Tobago startend siegte er bei den Zentralamerika- und Karibikspielen 1966 im Diskuswurf und gewann Silber im Kugelstoßen. Bei den British Empire and Commonwealth Games in Kingston wurde er Fünfter im Diskuswurf und Siebter im Kugelstoßen.
1964 wurde er Englischer Meister im Diskuswurf.
Nach seiner aktiven Karriere wurde er Sportdirektor an der University of the West Indies.

## Persönliche Bestleistungen
- Kugelstoßen: 15,71 m, 1967
- Diskuswurf: 56,70 m, 14. September 1963, London (ehemaliger britischer Rekord)